# پالایچوری
پالایچوری (به لاتین: Palaichori) یک منطقهٔ مسکونی در قبرس است که در ناحیه نیکوزیا واقع شده‌است.

## خصوصیات
پالایچوری  ۱٬۱۹۶ نفر جمعیت دارد و ۹۳۰ متر بالاتر از سطح دریا واقع شده‌است.